# Vanishing Point
Vanishing Point (в переводе с англ. — «Исчезающая точка») — пятый студийный альбом шотландского музыкального коллектива Primal Scream, выпущенный 7 июля 1997 года. Назван по одноимённому фильму, Vanishing Point (Исчезающая точка), 1971 года.

## Список композиций
1. «Burning Wheel» — 7:06
2. «Get Duffy» — 4:09
3. «Kowalski» — 5:50
4. «Star» — 4:24
5. «If They Move, Kill 'Em» — 3:01
6. «Out of the Void» — 3:59
7. «Stuka» — 5:36
8. «Medication» — 3:52
9. «Motörhead» — 3:38
10. «Trainspotting» — 8:07
11. «Long Life» — 3:49

## Участники записи
- Primal Scream:
  - Бобби Гиллеспи — вокал, тексты, продюсирование
  - Роберт Янг — гитара, тексты, продюсирование
  - Эндрю Иннес — гитара, тексты, продюсирование
  - Мартин Даффи — клавишные, продюсирование
  - Пол Малрини — ударные, продюсирование
  - Гари Маунфилд — бас-гитара, тексты («Kowalski»), продюсирование
- Brendan Lynch — продюсер
- Andrew Weatherall — продюсер («Trainspotting»)
- Marco Nelson — бас-гитара («Burning Wheel», «Star», «If They Move, Kill 'Em», «Stuka»)
- Ian Dixon — кларнет («Get Duffy»)
- Jim Hunt — саксофон («Get Duffy», «If They Move, Kill 'Em»)
- Duncan McKay — труба («Get Duffy», «If They Move, Kill 'Em»)
- Augustus Pablo — мелодическая гармоника («Star»)
- Andrew Love — саксофон («Star»)
- Pandit Dinesh — табла («Star», «Out of the Void»)
- Wayne Jackson — труба («Star»)
- Глен Мэтлок — бас-гитара («Medication»)
- Paul Harte — губная гармоника («Medication»), синтезатор («Motörhead»)
- Max Hayes — звукорежиссёр
- Tim Holmes — звукорежиссёр («Trainspotting»)
- George Shilling — микширование («Get Duffy», «Kowalski», «Long Life»)
- Paul Kelly — фотограф
- Matthew Rudd And Julian House @ Intro — дизайн, художественное оформление